# Burg Angelberg

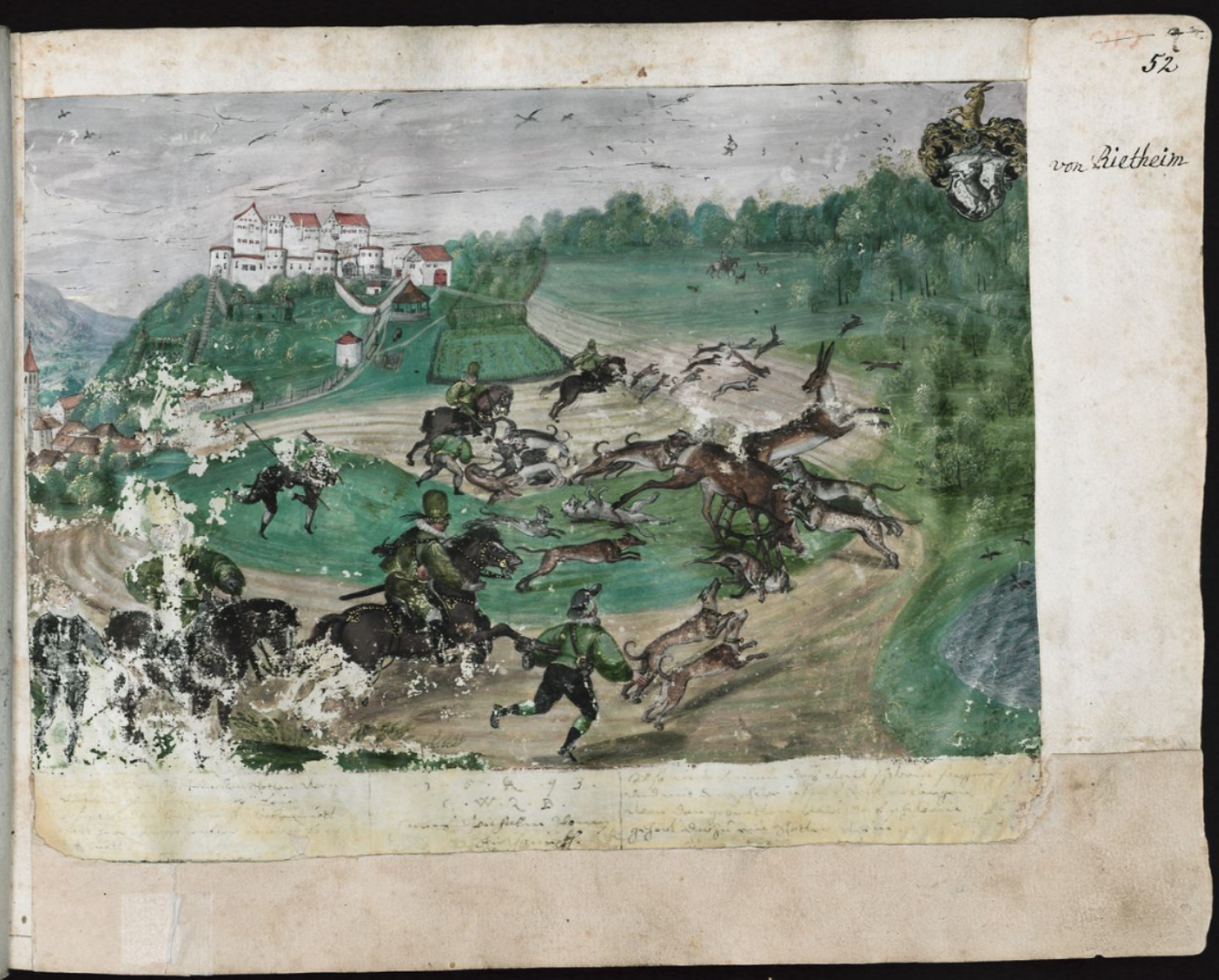
Darstellung einer Hetzjagd bei Burg und Ort Tussenhausen auf einer Zeichnung von 1593

Die Burg Angelberg ist eine abgegangene hochmittelalterliche Höhenburg im gleichnamigen Ortsteil von Tussenhausen etwa 500 Meter nordnordöstlich der Kirche in Tussenhausen auf einer nach Südwesten vorspringenden Nase  im Landkreis Unterallgäu in Bayern. Der Burgstall ist ein Bodendenkmal nach dem Bayerischen Denkmalschutzgesetz vom 1. Oktober 1973.

## Lage
Die Burganlage befand sich auf einer nordnordöstlich bei Tussenhausen ins Flossachtal vorstehenden Geländezunge, wahrscheinlich an einer ehemaligen römischen Straße der Via Diversoria, die über dem Buschelberg verlief, auf dem ein römischer Wachturm gestanden haben soll. Sichtbar ist noch das für die Anlage planierte Niveau, das in mehreren Terrassen zum Ort hin ausläuft. Zum Plateau nach Nordosten liegt ein Halsgraben, der noch zu sehen ist und über den der Zugang zur Burg gesichert war, einen heute schmalen aufgeschütteten Weg vom Plateau der Vorburg. Das Plateau der ehemaligen Vorburg ist selbst wieder durch einen sichtbaren bogenförmigen Wall zur Hochfläche hin abgeriegelt.

## Geschichte
Die Burg wurde um 1200 erbaut, als zwei Söhne des welfischen Ministerialen Conrad von Mazzensiez als Heinrich und Conrad von Angelberg erwähnt werden und die Landzunge befestigen ließen. Die Familie Fraß von Wolfsberg trat ab 1317, nach älteren Berichten schon 1301, als Inhaber der Lehensherrschaft Angelberg auf, zu der auch das Dorf Tussenhausen gehörte. Schon 1343 verkaufte Ullrich Fraß von Wolfsberg die Herrschaft Angelberg an Friedrich und Heinrich von Freyberg-Altensteußlingen.
1368 wurde die Burg Angelberg von der Stadt Augsburg wegen eines Streits um Zollrechte am Lech zerstört, aber wieder aufgebaut.
Wilhelm der Ältere von Riedheim zu Remshart erwarb 1433, nach anderen Quellen 1438, die Herrschaft Angelberg von seinem Schwager Hans von Freyberg für 6400 rheinische Gulden. Kaiser Friedrich III. erhob den Ort im Jahr 1455 zum Markt. Die Herrschaft Angelberg erhielt den Blutbann, d. h. die hohe Gerichtsbarkeit. 1471 leisteten Eglof von Riedheim zu Angelberg und seine Brüder den Lehnseid für die Herrschaft Angelberg mit Burg, den Markt Tussenhausen und Zaisertshofen nebst Gericht und Zubehör. 1511 wurde sein Nachfolger Conrad I. von Riedheim von Johann Rudolf von Raitenau, Fürstabt des Fürststifts Kempten, mit der Herrschaft belehnt.
Im Bauernkrieg wurde 1525 Conrad II. von Riedheim von den Bauern gefangen genommen und die Burg am 22. April 1525 niedergebrannt. Sie wurde aber anschließend wiederaufgebaut.
1536 übernahm Wilhelm IV. von Riedheim die Lehensherrschaft und damit auch den Besitz über die Burg. 1565 ist Conrad III. von Riedheim im Besitz genannt. 1576 wurde die Reformation in Angelberg eingeführt. Als Hans Wilhelm von Riedheim 1618 starb, kaufte das Stift auch alles Riedheimsche Allod auf und errang die Oberhoheit über das Lehen. 1620 erfolgte durch die Jesuiten von Mindelheim die Rekatholisierung in der Herrschaft. Neun Jahre später erkauften sich Wolfgang und Kaspar Blarer von Wartensee die Herrschaft Angelberg als ein Pfandlehen für 80.000 Gulden. Ihre Stammsitze waren Schloss Wartensee am Rorschacherberg im Kanton St. Gallen und später Schloss Aesch im Basler Raum.
1628 brachten einquartierte Soldaten die Pest in die Region. 1632 schleppten schwedische Soldaten erneut die Pest ein. Die Burg wurde im Dreißigjährigen Krieg wiederholt gebrandschatzt. Im Zuge einer Erbeinigung wurde 1648 Burg Angelberg mit Tussenhausen vom Rest getrennt. Erst 1682 führten die Brüder Caspar Marquardt Zinth und Karl Philipp von Kenzingen die Herrschaft wieder zusammen.
1689 erwarb der bayerische Kurfürst Max Emanuel die Herrschaft Angelberg. Er versuchte 1696/97, die Herrschaft zur Ausstattung eines von ihm geplanten Malteserpriorates zur Versorgung seines unehelichen Sohnes, Emanuel Franz Joseph Chevalier de Bavière (1695–1747), zu verwenden. Das Projekt scheiterte am Widerstand gegen die Aufnahme illegitimer Fürstenkinder durch die deutsche Ordenszunge. 1698 übergab er daher die Herrschaft Herzog Maximilian Philipp von Bayern-Leuchtenberg, Inhaber der Herrschaft Schwabegg. Nach Maximilian Philipps Tod und der Aufhebung der Reichsacht und Restitution Max Emanuels mit dem Frieden von Baden 1714 war Angelberg bis zum Jahr 1806 persönlicher Besitz der bayerischen Kurfürsten.
Die Reste der Burg wurden nach 1742 abgebrochen. 1760 sollen noch Turm, die Zugangsbrücke und Wirtschaftsgebäude zu sehen gewesen sein. 1829 wurde auch der Turm niedergelegt; seine Steine wurden zum Bau der Wertachbrücke verwendet. Steine der Burg wurden im 18. Jahrhundert auch für den Aufbau der Brauerei im benachbarten Schloss Mattsies genutzt.

## Beschreibung

### Die Burg
Wenn die Zeichnung der Burg Angelberg von 1593 in Ansätzen historisch zu sehen ist, so war die Burganlage größer als angenommen. Sie bestand nach dem Wiederauf- und Ausbau nach den Zerstörungen im Dreißigjährigen Krieg aus drei teils verbundenen, mindestens zwei-, eher dreistöckigen Hauptgebäuden mit Satteldächern. Welches davon der Palas war, ist nicht zu unterscheiden. Nach einer weiteren Zeichnung unbekannter Herkunft scheint das rechte der drei Gebäude als Palas gedient zu haben. Ein runder, eher schmaler Turm mit hohen Zinnen stand zwischen dem ersten und zweiten Gebäude nach Südwesten. Er ist schwerlich als Bergfried anzusehen. Eine gedeckte Ringmauer mit mindestens vier Bastionstürmen müsste die Burg umgeben haben.
Der Hauptzugang war über die Angriffsseite zum Burgdorf. Ein schmaler Aufstieg scheint von Tussenhausen aus existiert zu haben, ist noch deutlich im Geländeprofil wahrzunehmen und wird heute als Hundsgraben bezeichnet. Ein vorgelagerter Zwinger mit Torhaus ist sichtbar. Dahinter in einem vorgelagerten Burghof sind ein Marstall und ein Jägerhaus angedeutet. Das Kreuz auf einem weiteren Dach deutet auf eine Burgkapelle hin. 1961 wurde vermutet, dass der damalige Geflügelstall das ursprüngliche Torhaus war.

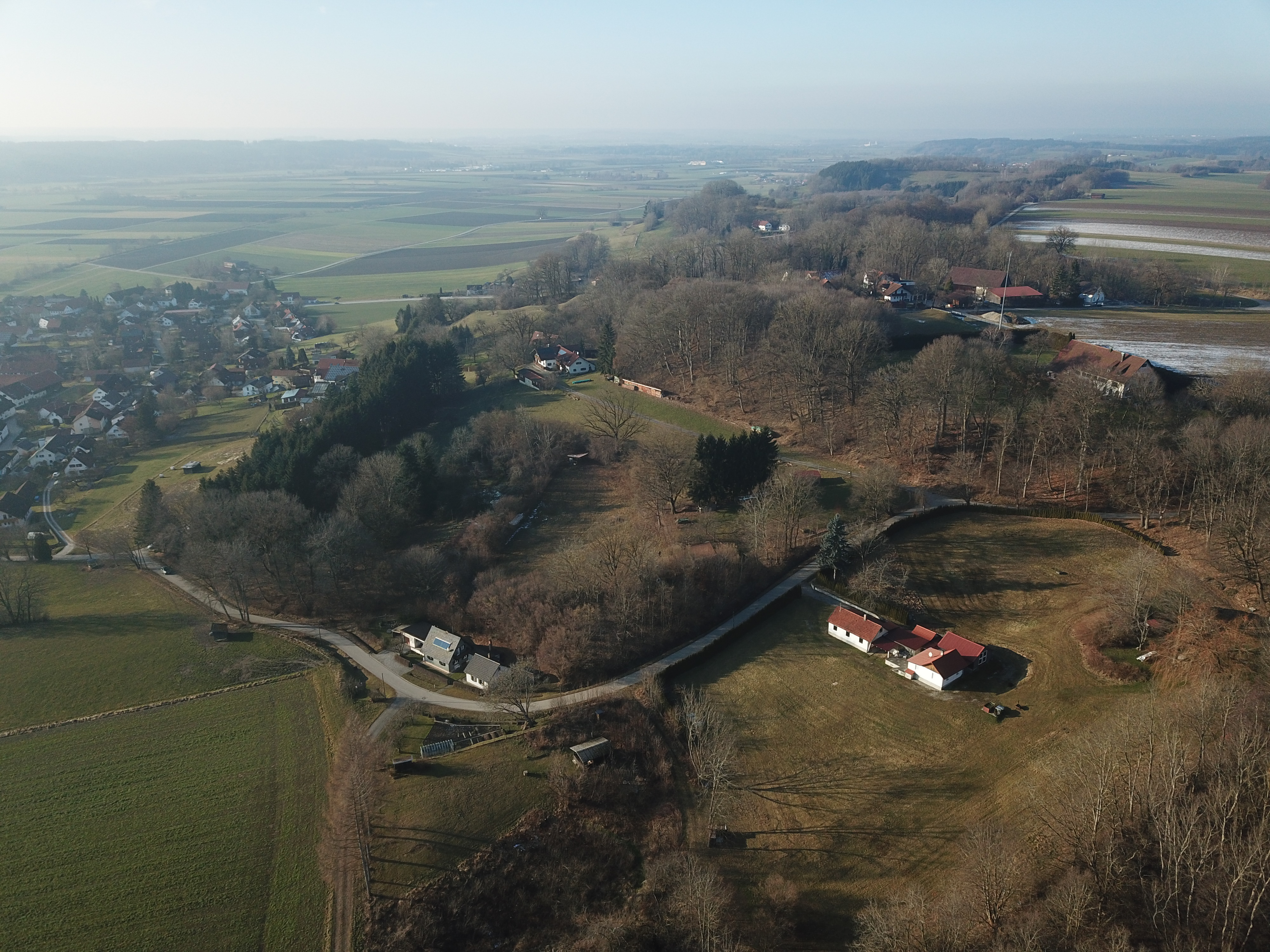
Blick auf Bergplateau und Burgstall; links Tussenhausen
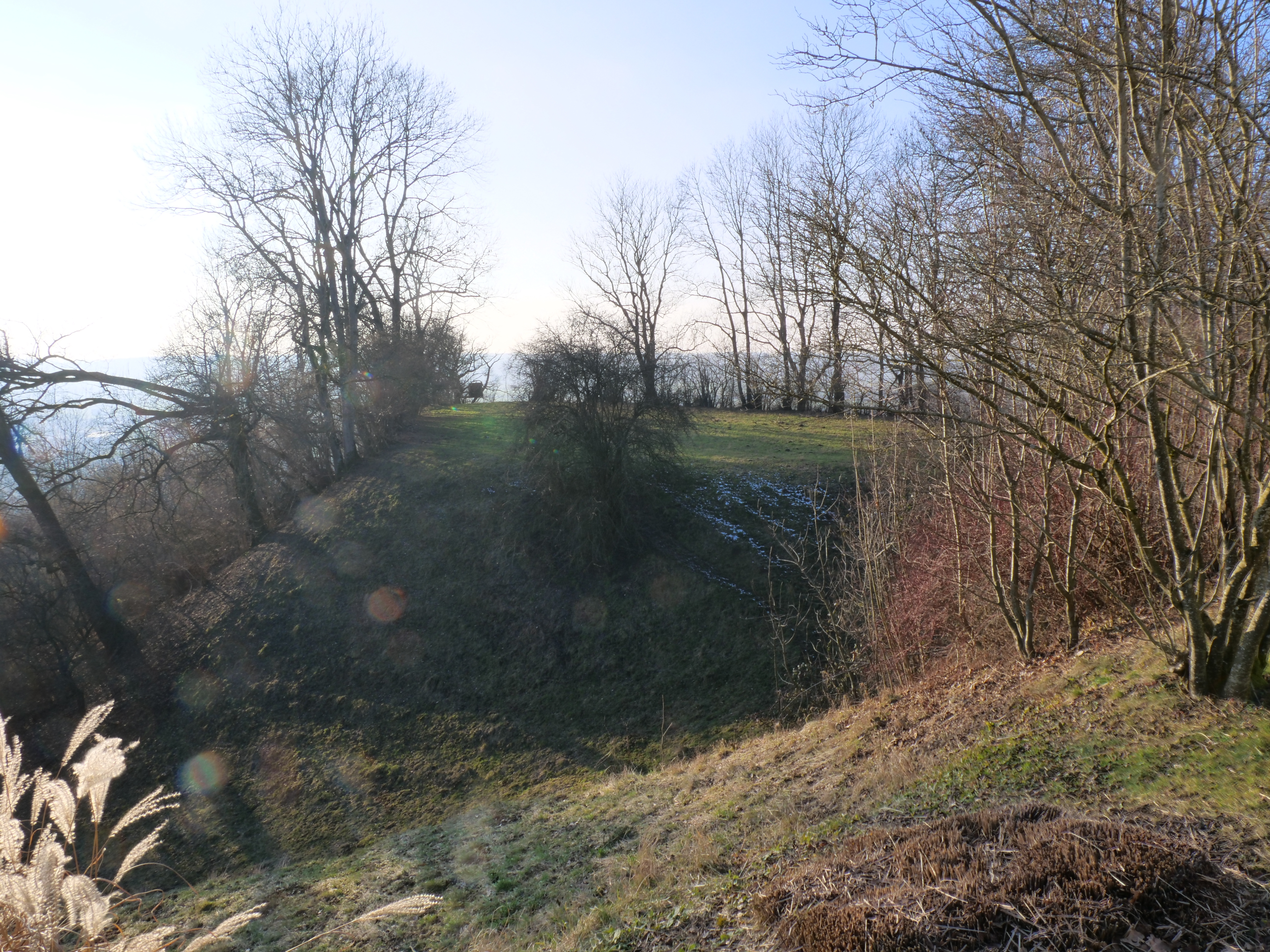
Blick in den südöstlichen Halsgraben; dahinter das Burgplateau
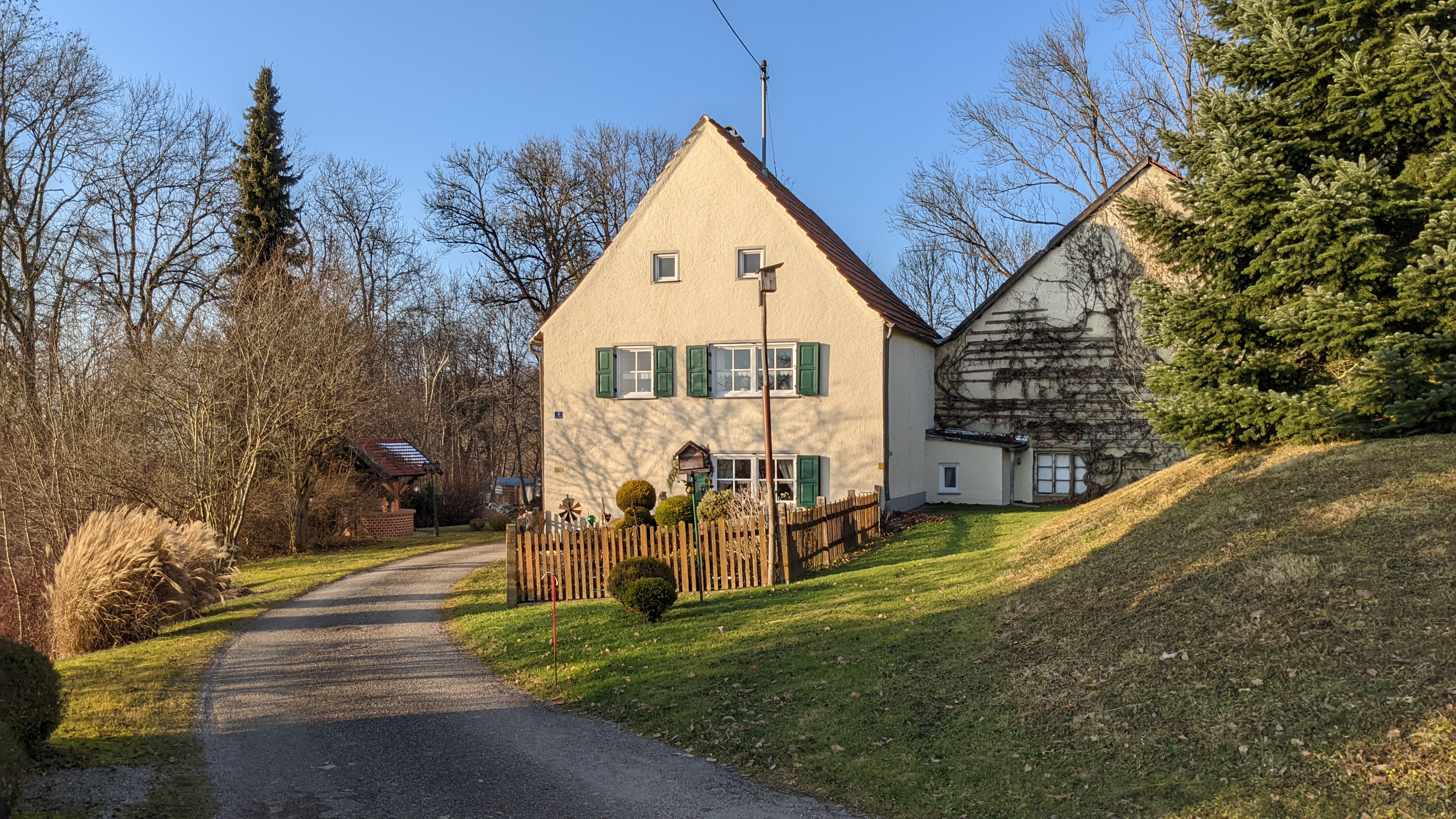
Ehemaliges Jagdhaus im Vorburg-Bereich; rechts im Bild: Wallansatz der Absicherung zum Hochplateau
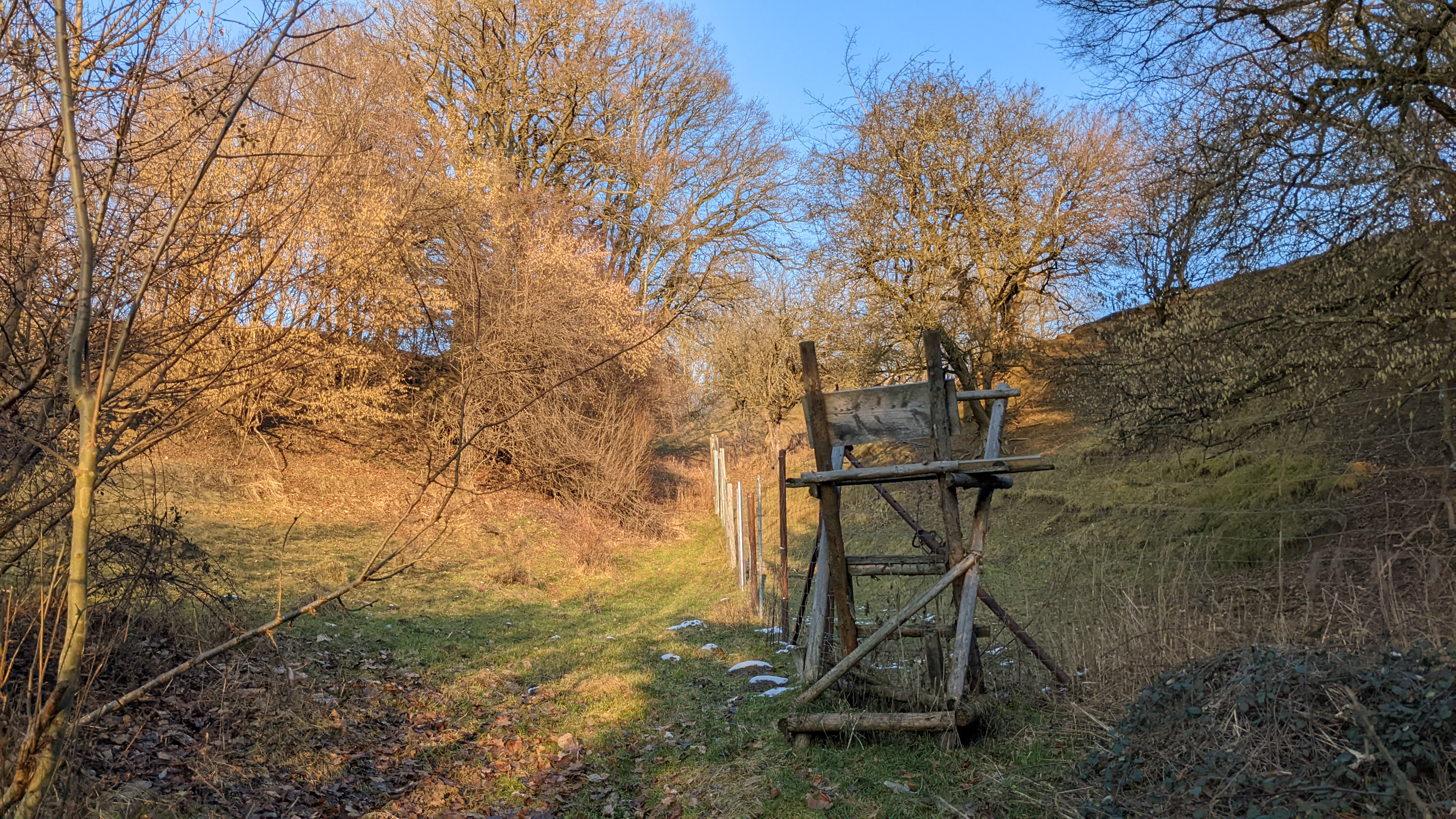
Hundsgraben, früherer Fußaufstieg zur Burg

### Burgbrunnen
Vom Brunnen hat sich nur das 18 Meter tiefe und etwa 1,5 Meter durchmessende ausgemauerte Brunnenloch erhalten; der Überbau ist modern und 1992 aufgemauert. Eine kleine Informationstafel ist angebracht. In Richtung Tussenhausen wird ein Schlosspark angedeutet.

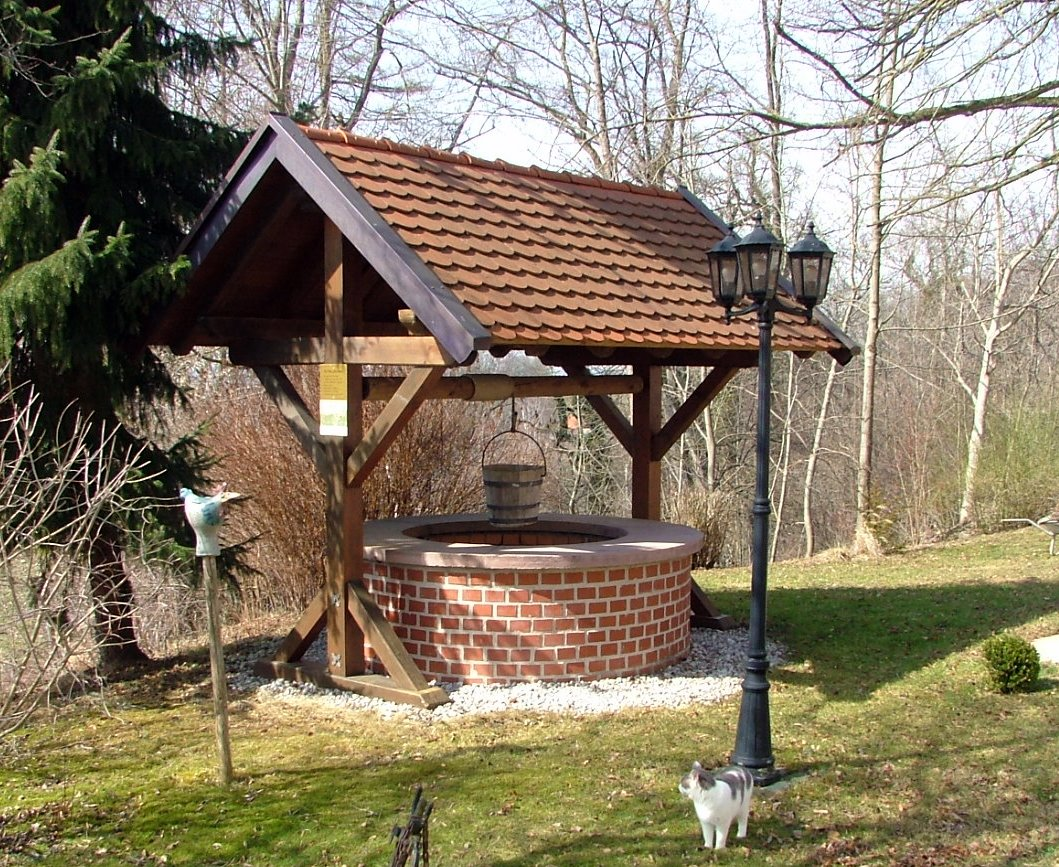
Standort des ehemaligen Burgbrunnens; Brunnenkasten neu von 1992
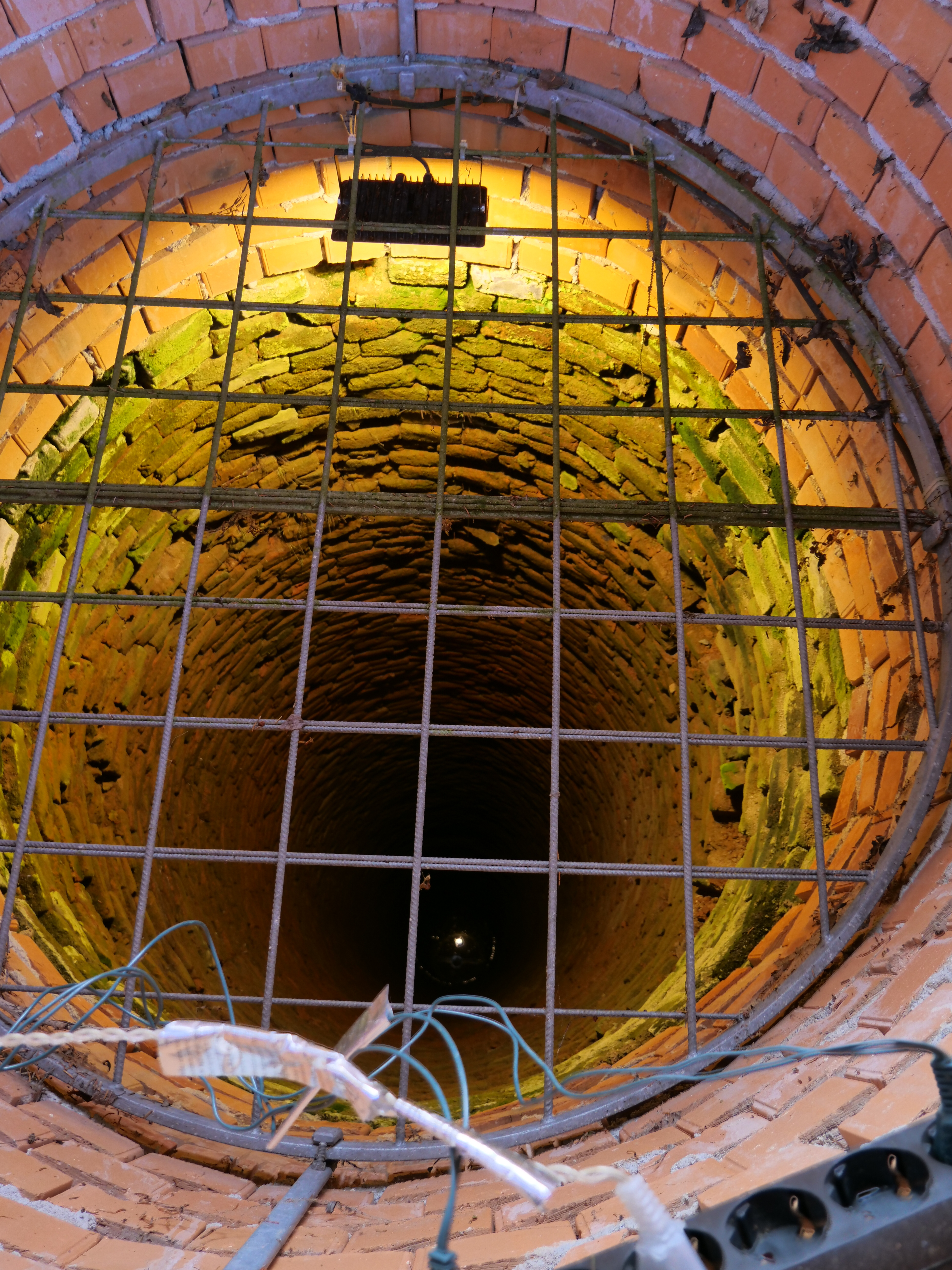
Das noch nahezu mittelalterliche Brunnenloch
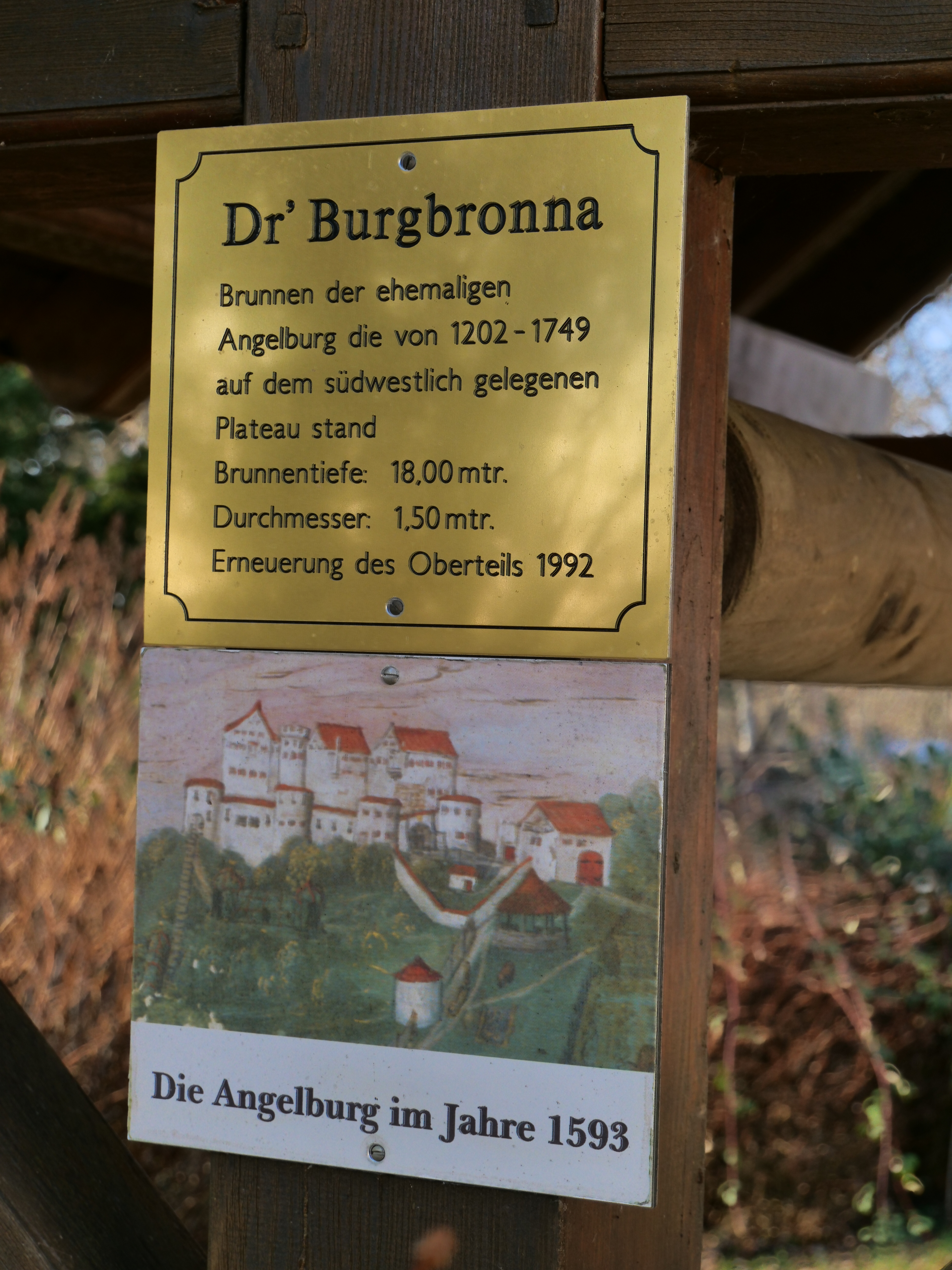
Die Infotafel am Brunnen

## Sonstiges
Das Wappen der Riedheimer spiegelt sich im Wappen des Marktes Tussenhausen wider. Dabei repräsentierten Goldener Dreiberg und der Wechselhaken (Angulus), der eigentlich als Wolfshaken anzusprechen ist, die redende Bezeichnung für die Burg Angelberg, die schon vom abgespaltenen Zweig der Marschalke von Mattsies, der ersten Herren von Angelberg, verwendet worden sein sollen.
Südwestlich am Fuß des Burgstalles steht eine neuzeitliche Mariengrotte.

## Denkmalschutz
Die Burg Angelberg ist unter der Inventarnummer D-7-7829-0028 bezeichnet Burgstall des Mittelalters ein Bodendenkmal nach dem Bayerischen Denkmalschutzgesetz (BayDSchG). Nachforschungen und gezieltes Sammeln von Funden sind genehmigungspflichtig, Zufallsfunde unverzüglich den Unteren Denkmalschutzbehörden oder dem Bayerischen Landesamt für Denkmalpflege anzuzeigen.